# Oospila orchardae
Oospila orchardae là một loài bướm đêm trong họ Geometridae.